# Neue Pfarrkirche Navis

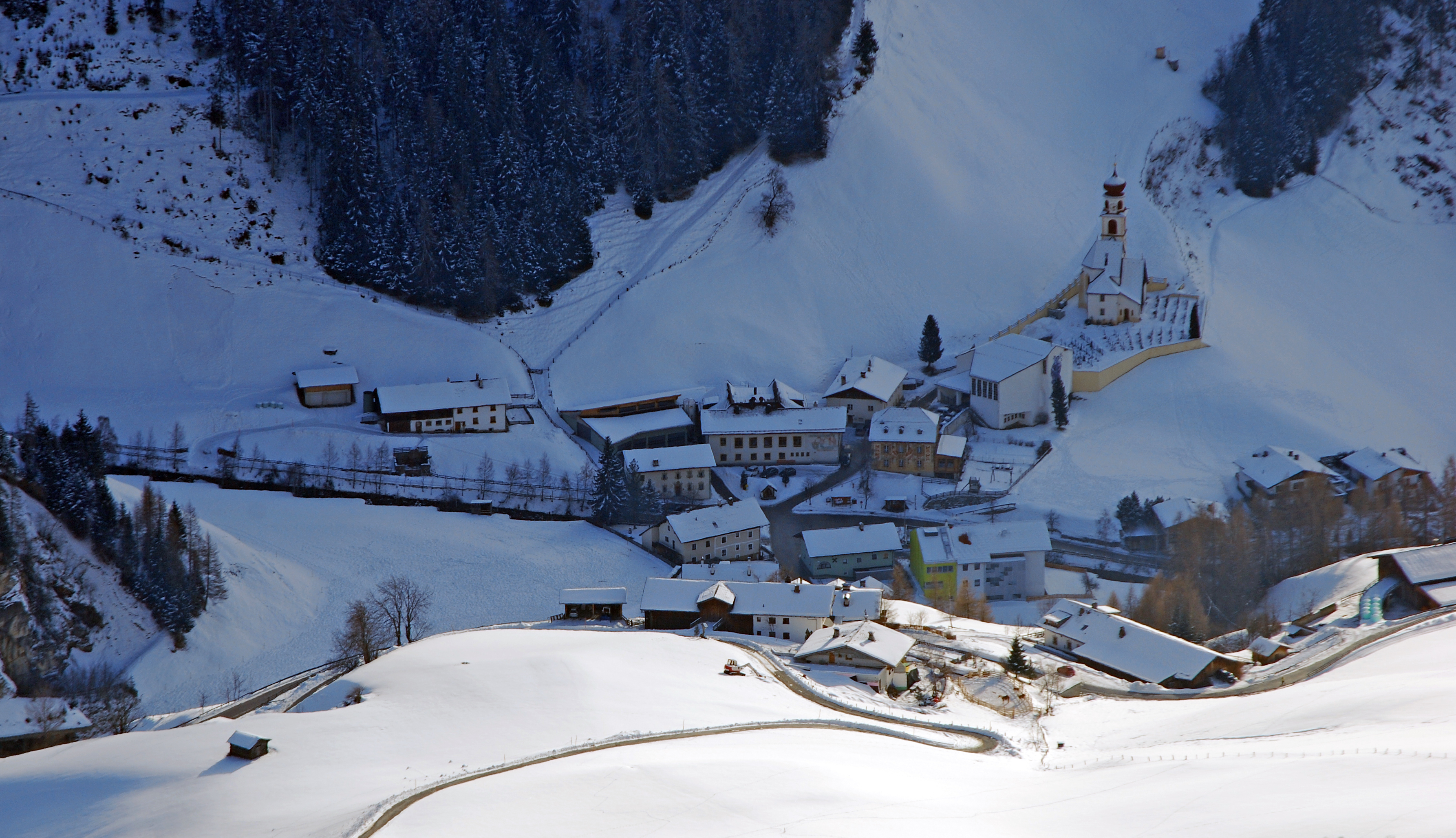
Alte Pfarrkirche mit Friedhof rechts oben in Navis

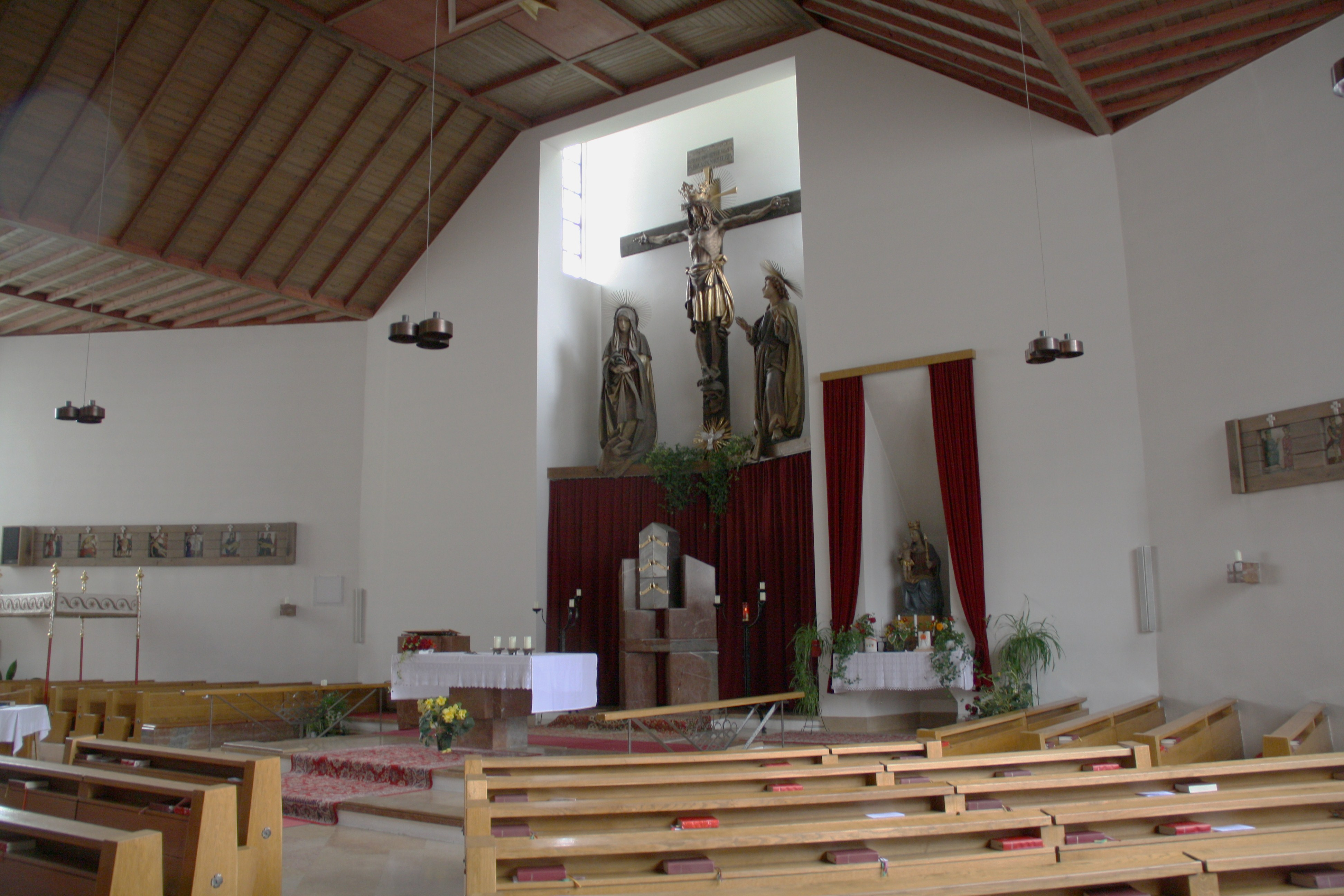
Zentralraum, Blick zur Altarnische

Die Neue Pfarrkirche Navis steht zwischen dem Widum und der etwas oberhalb im Friedhof stehenden Alten Pfarrkirche in der Gemeinde Navis im Bezirk Innsbruck-Land in Bundesland Tirol. Die dem Patrozinium hl. Christophorus unterstellte römisch-katholische Pfarrkirche gehört zum Dekanat Matrei am Brenner in der Diözese Innsbruck. Die Kirche und der Friedhof stehen unter Denkmalschutz (Listeneintrag).

## Geschichte
Die neue Pfarrkirche wurde 1966/1967 nach den Plänen des Architekten Clemens Holzmeister erbaut.

## Architektur
Der Kirchenbau hat einen oktogonalen Grundriss mit der Hauptfront mit dem Hauptportal im Süden. Der Zentralraum wird von niedrigeren Sakristeianbauten flankiert. Die massive Nordfront hat eine Apsisvorlage, darunter eine Fensterreihe des Pfarrsaales. Die Ost- und Westfassade sind mit je fünf langgezogenen Rechteckfenstern durchbrochen.
Das Kircheninnere besteht aus einem hellen Zentralraum unter einer gestuften polychromen Holzdecke mit Sparrenauflagen.

## Ausstattung
In der Apsisnische steht eine geschnitzte Kreuzgruppe des Bildhauers Josef Bachlechner der Ältere aus 1912/1913. Über dem rechten Seitenaltar befindet sich eine Madonnenstatue aus dem Anfang des 16. Jahrhunderts, welche 1967 restauriert wurde. Die Statuen der Heiligen Peter und Paul an der Brüstung der Empore schuf der Bildhauer Johann Perger in der zweiten Hälfte des 18. Jahrhunderts.
Die Kreuzwegstationen an den Schrägen zum Altar schuf der Maler Anton Tiefenthaler 1967.